# Coupe du Congo belge de football 1959
Navigation
Coupe du Congo belge 1957-1958 Championnat National 1963
La saison 1959 du Championnat du Congo belge de football est la deuxième édition de la première division au Congo belge. La compétition rassemble les meilleures équipes du pays. 
La compétition n'a pas été achevée car le pays a eu son indépendance en 1960 et que l'Urundi a créé sa propre fédération de football, la Fédération de football d'Usumbura

## Compétition

### Les clubs participants
- AS Victoria Club (Kinshasa)
- FC Dragons (Mbandaka)
- US Panda (Likasi)
- CS Simba (Kananga)
- Sporting Maniema (Bukavu)
- Wairless (Usumbara, capital de Burundi)
- US Centre (Kisangani)